# صموئيل جي. نيكولز
صموئيل جي. نيكولز هو قاضي ومحامي وسياسي أمريكي، ولد في 7 مايو 1885 في سبارتانبرغ في الولايات المتحدة، وتوفي بنفس المكان في 23 نوفمبر 1937. نشط حزبياً في الحزب الديمقراطي. وقد انتخب عضو مجلس النواب الأمريكي ‏.